# Music from the Film More
More (с англ. — «Ещё») — первый саундтрек и третий студийный альбом британской прогрессивной рок группы Pink Floyd, выпущенный 13 июня 1969 года на лейбле EMI Columbia в Великобритании и 9 августа 1969 года на лейбле Tower Records в США. Представленная в альбоме музыка является саундтреком к одноимённому фильму 1969 года, снятому на Ивисе, который стал дебютной работой французского кинорежиссёра Барбе Шрёдера. Это первый релиз группы, выполненный без какого-либо участия основателя и фронтмена группы Сида Барретта.
В отличие от предыдущих работ The Piper at the Gates of Dawn (1967) и A Saucerful of Secrets (1968), альбом More получил смешанные отзывы критиков.

## Запись и композиции
More — альбом-саундтрек, выдержанный в стиле психоделический рок и включающий также некоторые акустические фолк-баллады, жанр, редко преобладающий в поздних работах Pink Floyd. Ещё там имеются «тяжёлые» записи: «The Nile Song» и «Ibiza Bar», а также несколько инструментальных номеров с экспериментальным и авангардным подходом.
Это первый полноценный альбом Pink Floyd без основателя Сида Барретта, который был вытеснен из группы в 1968 году во время записи A Saucerful of Secrets. Это один из трёх альбомов Pink Floyd, где Дэвид Гилмор является единственным ведущим вокалистом; остальные — A Momentary Lapse of Reason 1987 года и The Endless River 2014 года, а также первый альбом, который был выпущен Pink Floyd без помощи Нормана Смита. Альбом был записан на Pye Studios, в Bryanston Street, London W1 и спроектирован Брайаном Хамфрисом. Это также единственный альбом в дискографии группы, который не содержит вокала Роджера Уотерса за весь период его пребывания в коллективе (1964—1985).
В фильме можно услышать две песни, которые не были включены в альбом: «Seabirds» и «Hollywood». Эти, а также ещё две другие песни тех сессий, — «Theme (Beat Version)» и «More Blues (Alternative Version)» были включены в бокс-сет 2016 года The Early Years 1965–1972.
Сборник 1969: Dramatis/ation, в котором появились эти композиции, стал доступен в качестве отдельного издания в 2017 году. «Seabirds» является не композицией фильма, а переработкой «Quicksilver».

## Выпуск и отзывы
| Оценки критиков               | Оценки критиков |
| Источник                      | Оценка          |
| ----------------------------- | --------------- |
| AllMusic                      | [ 14 ]          |
| The Daily Telegraph           | [ 15 ]          |
| MusicHound                    | 1/5             |
| The Rolling Stone Album Guide | [ 17 ]          |

Soundtrack from the Film More достиг 9-го места в Великобритании, а после переиздания в 1973 году Original Motion Picture Soundtrack from the Film More сумел достичь 153-го места в США. В 1987 году альбом был издан на CD. В 1995 году в Великобритании был выпущен цифровой ремастированный CD, а в 1996 году он был издан в США.
С 1995 года название нового издания было изменено на Music from the Film More (А в США: Music from the Motion Picture More). Это был последний из трёх альбомов Pink Floyd, выпущенный в США на подлейбле Capitol Records Tower Records. Издание 1973 года было там выпущено на Harvest Records. Хотя компакт-диск имеет оригинальное для всех стран название британского издания, он представлен иначе на корешке (Music from the Film More) and label More. Для переиздания 2016 года на Pink Floyd Records, выпущенного 3 июня, название восстановлено: Soundtrack from the Film More.
More в основном получил негативные отзывы критиков. The Daily Telegraph оставил благоприятный отзыв об альбоме, в то время как AllMusic написал смешанную рецензию. MusicHound и Rolling Stone были менее позитивны в обзоре, поскольку дали альбому рейтинг один из пяти и два соответственно.

## Список композиций
Слова и музыка всех песен — Дэвид Гилмор, Роджер Уотерс, Ричард Райт и Ник Мейсон, кроме указанных иначе.
| №                   | Название                        | Автор(ы)            | Длительность |
| ------------------- | ------------------------------- | ------------------- | ------------ |
| 1.                  | «Cirrus Minor»                  | Уотерс              | 5:18         |
| 2.                  | «The Nile Song»                 | Уотерс              | 3:26         |
| 3.                  | «Crying Song»                   | Уотерс              | 3:33         |
| 4.                  | «Up the Khyber» (инструментал)  | Мейсон, Райт        | 2:12         |
| 5.                  | «Green is the Colour»           | Уотерс              | 2:58         |
| 6.                  | «Cymbaline»                     | Уотерс              | 4:50         |
| 7.                  | «Party Sequence» (инструментал) |                     | 1:07         |
| Общая длительность: | Общая длительность:             | Общая длительность: | 23:24        |

| №                   | Название                         | Автор(ы)            | Длительность |
| ------------------- | -------------------------------- | ------------------- | ------------ |
| 8.                  | «Main Theme» (инструментал)      |                     | 5:27         |
| 9.                  | «Ibiza Bar»                      |                     | 3:19         |
| 10.                 | «More Blues» (инструментал)      |                     | 2:12         |
| 11.                 | «Quicksilver» (инструментал)     |                     | 7:13         |
| 12.                 | «A Spanish Piece» (инструментал) | Гилмор              | 1:05         |
| 13.                 | «Dramatic Theme» (инструментал)  |                     | 2:15         |
| Общая длительность: | Общая длительность:              | Общая длительность: | 21:32        |

## Участники записи
Сведения взяты из Allmusic и от Мартина Попоффа:
Pink Floyd
- Дэвид Гилмор — ведущий вокал, гитары, перкуссия
- Роджер Уотерс — бас-гитара, магнитофонные эффекты, перкуссия
- Ричард Райт — клавишные, вибрафон, бэк-вокал
- Ник Мейсон — ударные, перкуссия

Дополнительные музыканты
- Линди Мейсон — вистл[22]
- Брайан Хамфрис — звукоинженерия
- Hipgnosis — дизайн обложки
- Джеймс Гантри[англ.] — контроль за ремастерингом
- Джоэль Плант — ремастеринг

## Чарты
| Чарт (1969)                      | Высшая позиция |
| -------------------------------- | -------------- |
| Нидерланды (Album Top 100)       | 14             |
| Франция (SNEP)                   | 2              |
| Великобритания (UK Albums Chart) | 9              |
| Чарт (1973)                      | Высшая позиция |
| США (Billboard 200)              | 153            |
| Чарт (2011)                      | Высшая позиция |
| Франция (SNEP)                   | 128            |